# داش‌دوز
داش‌دوز (به لاتین: Daşduz) یک منطقهٔ مسکونی در جمهوری آذربایجان است که در جمهوری خودمختار نخجوان واقع شده‌است.